# Dynamit (film fra 1929)
 For alternative betydninger, se Dynamit (flertydig). (Se også artikler, som begynder med Dynamit)
Dynamit (originaltitel: Dynamite) er en amerikansk dramafilm fra 1929, instrueret og produceret af Cecil B. DeMille og med Conrad Nagel, Kay Johnson, Charles Bickford og Julia Faye på rollelisten.
Manuskriptet blev skrevet af Jeanie MacPherson, John Howard Lawson og Gladys Unger. Mitchell Leisen blev nomineret til en Oscar for bedste scenografi for sit arbejde på filmen.

## Produktion
Dynamit var DeMilles første tonefilm i spillefilmslængde (der blev udgivet en stumfilmsversion samtidigt), og castingen af de rigtige skuespiller (med passende stemmer) viste sig at være en svær proces.
Udviklingen begyndte i hælene på udgivelsen af hans tidligere film Jernhælen som indeholdt et forhastet lydmateriale, og som havde været en økonomisk skuffelse.
Talrige skuespillere blev screen-testet af Mitchell Leisen og udover Ricardo Cortez og Monte Blue, var de fleste B-filmskuespillere. 
Hans endelige valg var Charles Bickford og Kay Johnson der primært var kendt for deres teaterarbejde.
Leisen forsøgte angiveligt at få DeMille interesseret i den kommende stjerne Carol Lombard til Johnsons rolle. Angiveligt skulle man kunne se et glimt af hende i de overlevende versioner af filmen.
Optagelserne til Dynamit startede 29. januar 1929 og varede indtil 30. april. Scenerne til stumfilmsversionen blev filmet fra 28. maj til 5. juni.
Charles Bickford beskrev senere manuskriptet for "noget rod med forfærdelig dialog.

## Modtagelse
Anmelderen Mordaunt Hall fra The New York Times havde blandede følelser for DeMilles første tonefilm og kaldte den "en forbløffende blanding hvor kunstighed kappes med realisme og komedie hængende i hælene på et grumt melodrama".
Selv i skuespillernes arbejde er der øjeblikke hvor de er mennesker og så er der tider hvor de bliver Mr. DeMilles "marionetter opfører sig mærkeligt og snakker i filmepigrammer". 
ikke desto mindre godkendte Hall indsatsen fra Johnson ("en dygtig skuespiller") og Bickford ("en fantastisk præstation"). Selvom han ikke kunne sige det samme om Nagel ("lever ikke op til sin sædvanlige standard")

## Eksterne Henvisninger
- Dynamit på Internet Movie Database (engelsk)
- Dynamit i Svensk Filmdatabas (svensk)
- Dynamit på MovieMeter (nederlandsk)
- Dynamit på AllMovie (engelsk)
- Dynamit på Turner Classic Movies (engelsk)
- Dynamit på The Movie Database (engelsk)
- Dynamit på Filmaffinity (engelsk)